# Naratettix
Naratettix — рід цикадок із ряду клопів.

## Опис
Цикадки довжиною близько 3—4 мм. Жовті, трохи дорсовентрально сплощені, часто з помаранчевим малюнком на тімені і спинці. У Палеарктиці 12 видів.

## Види
- Naratettix beppuanus
- Naratettix disciguttus
- Naratettix fallax
- Naratettix ibukisanus
- Naratettix inornatus
- Naratettix issikii
- Naratettix koreanus
- Naratettix matsumurai
- Naratettix rubrovittatus
- Naratettix sapporensis
- Naratettix zini
- Naratettix zonatus